# Добра Нива (район Зволен)
Добра Нива (словац. Dobrá Niva, нем. Döbring, венг. Dobronya ) — деревня в районе Зволен Банска-Бистрицкого края в центральной Словакии.
Расположена в западной части Зволенской котловины в Словацких Средних горах.

## Население
| Год:                | 1994 | 2004    | 2014    | 2024    |
| ------------------- | ---- | ------- | ------- | ------- |
| Количество человек: | 1755 | 1796    | 1860    | 1822    |
| Разница:            |      | +2,33 % | +3,56 % | −2,04 % |

Население — 1 900 человек на 31 декабря 2020 года.

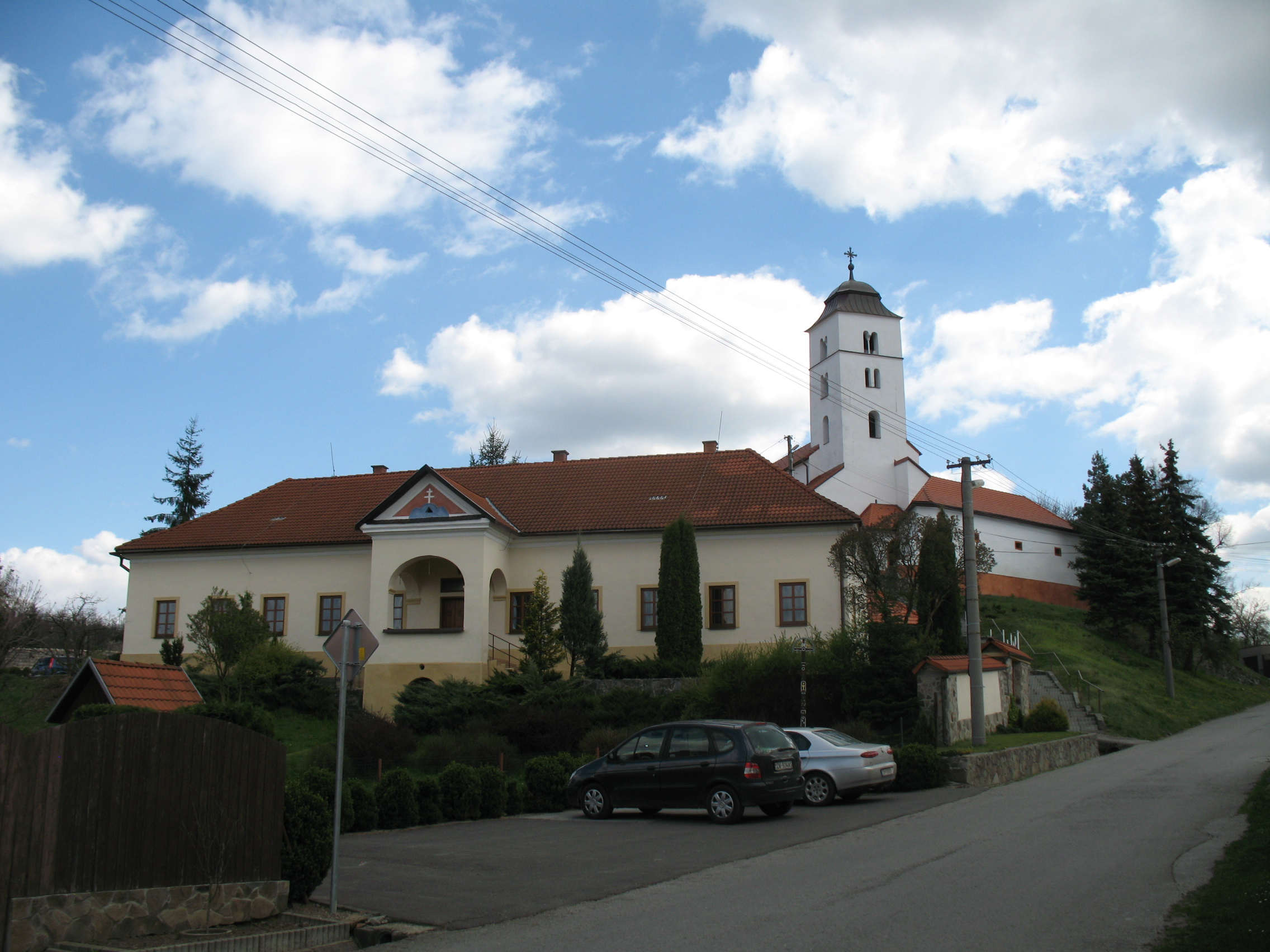
Римско-католический костёл св. Михаила

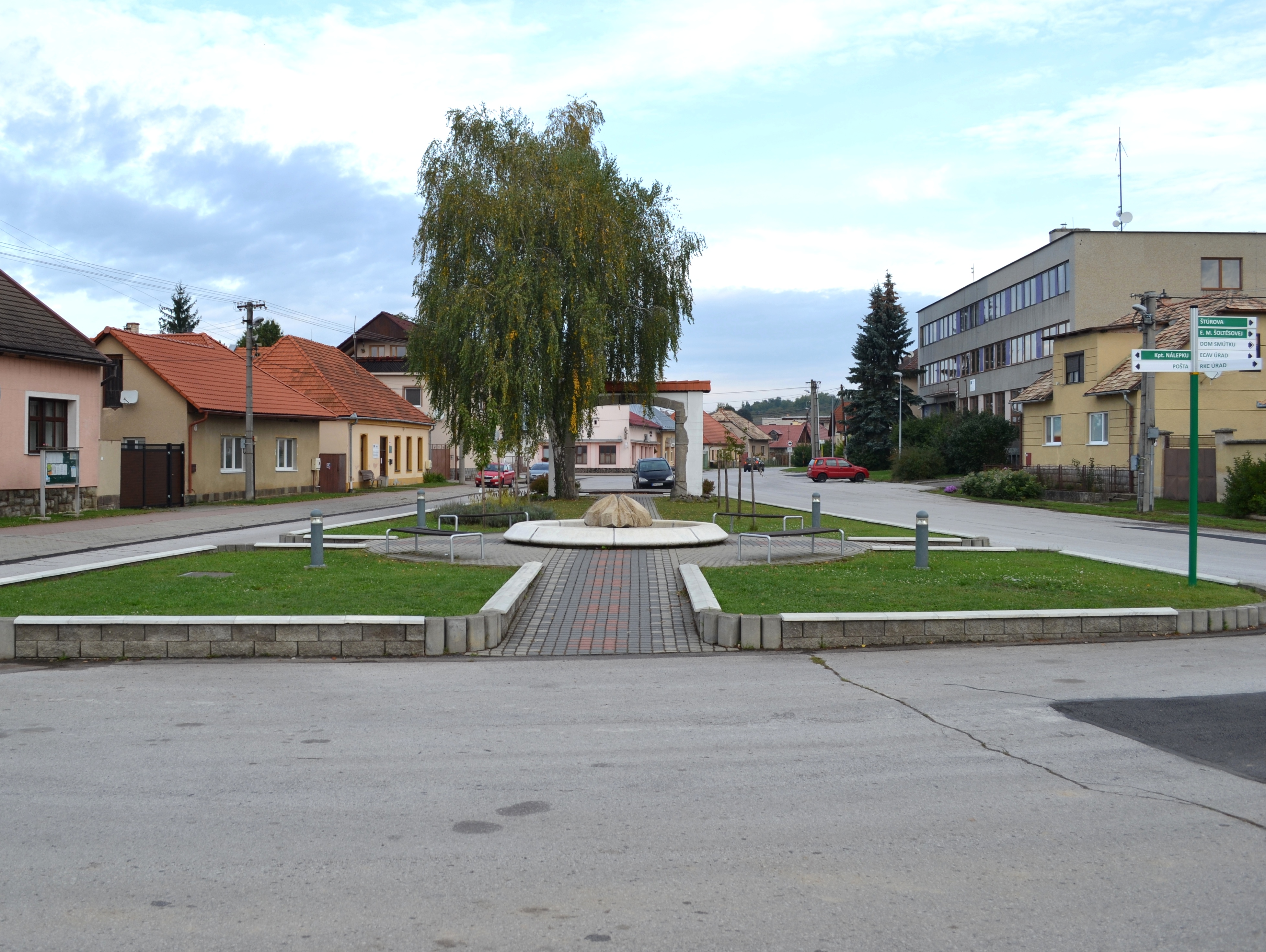

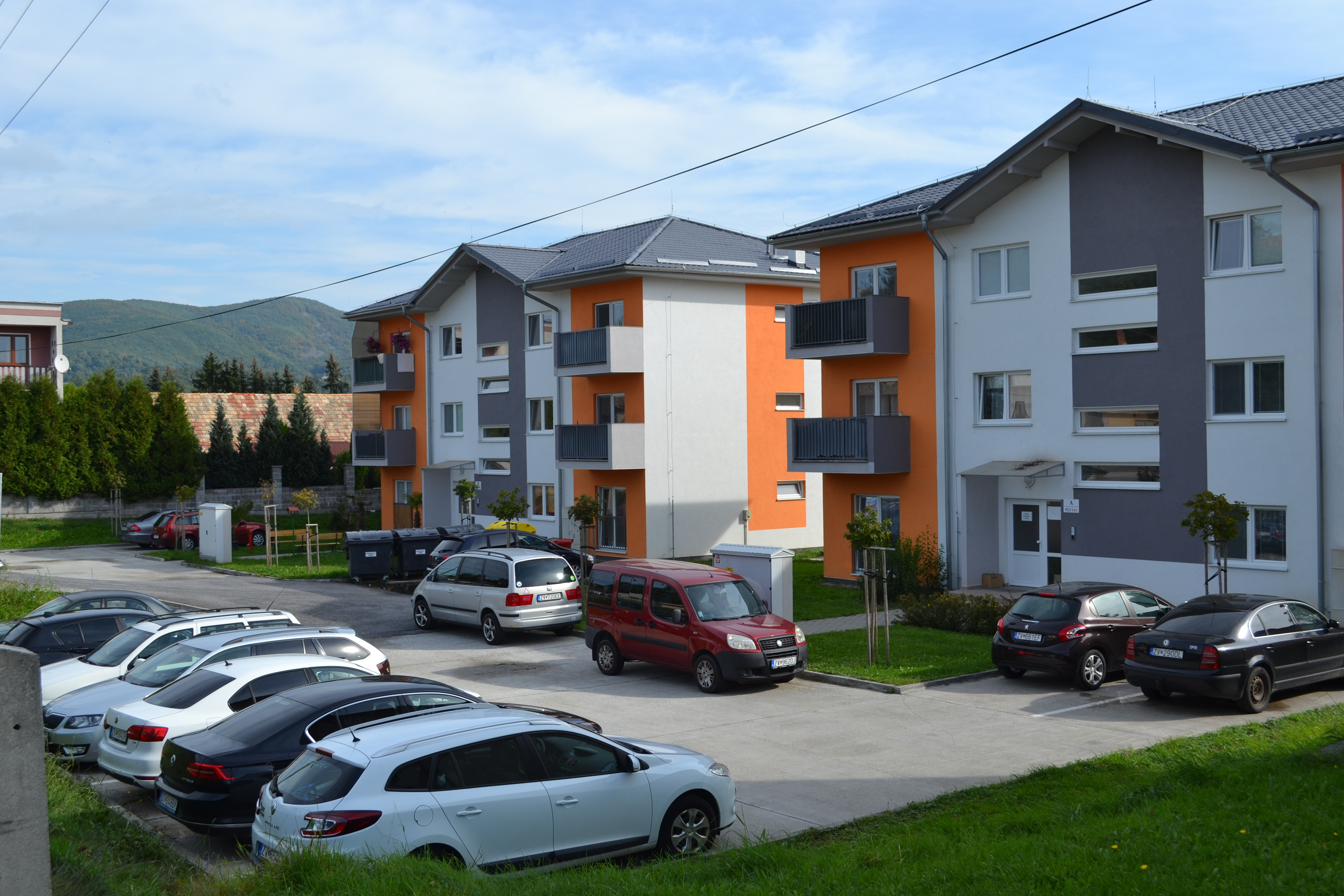
Жилые дома

## История
Первое письменное упоминание встречается в 1254 году. Этимология названия деревни связана со старым словацким словом «Niva», обозначающим плодородную землю, термин «хорошая нива», обозначал территорию, пригодную для сельскохозяйственного использования.